# Шествие в Древен Египет
В Древен Египет религиозните празници често се придружават от шествия. По този случай божеството се поставя в свещената си ладия и жреците го носят на рамо, за да бъде показано на народа сред всеобщо ликуване.
Тези шествия понякога прерастват в истински пътешествия. Свещените ладии с божеството били качвани на малки кораби, които плават по Нил, следвани от многобройни плавателни съдове, за да пресекат реката, както по време на празниците на Амон в долината или за да отведат божеството в някое от многобройните му светилища, както на празника на Опет.
Най-често боговете си ходели на гости – Птах отивал да види дъщеря си Небет-Нехет на юг от Мемфис. Упуат от Сути (Асиут) отивал при Анубис в съседното светилище, Хатхор от Дендера отивала на гости на съпруга си Хор в Едфу. В този случай богът галантно идвал да посрещне богинята, като се придвижвал бавно и спирал във всяко от светилищата си. Това пътуване, подчинено на цял един церемониал, било следвано от тринадесет дни, през които народът се отдавал на радостта от победата на Хор над неприятелите му, начело със Сет.